# اولد بث‌پیج (نیویورک)
اولد بث‌پیج (به انگلیسی: Old Bethpage) یک منطقهٔ مسکونی در ایالات متحده آمریکا است که در شهرستان نساو، نیویورک واقع شده‌است. اولد بث‌پیج ۱۰٫۷ کیلومتر مربع مساحت و ۵٬۵۲۳ نفر جمعیت دارد و ۵۳ متر بالاتر از سطح دریا واقع شده‌است.